# Đêm vọng Lễ Giáng sinh
Đêm vọng Lễ Giáng sinh ("vọng" nghĩa là trông đợi) là buổi tối trước ngày Lễ Giáng sinh, tính từ hoàng hôn của ngày 24 tháng 12 hằng năm. Thời điểm này được xem là một trong những dịp lễ hội văn hóa quan trọng nhất trong Kitô giáo Tây phương và ngày nay đã trở thành lễ hội lớn trong xã hội thế tục ở nhiều quốc gia. Ở khía cạnh tôn giáo, mùa Lễ Giáng sinh được bắt đầu từ chiều tối ngày 24 tháng 12 vì Kitô giáo thừa hưởng quan niệm của Do Thái giáo rằng một ngày bắt đầu từ buổi hoàng hôn. Thông thường, các nhà thờ sẽ cử hành một thánh lễ trọng đại vào buổi tối hoặc nửa khuya ngày hôm đó để kỷ niệm sự giáng sinh của Giêsu. Đối với Giáo hội Công giáo Rôma, thánh lễ này sẽ khép lại Mùa Vọng trong năm phụng vụ. 
Ở khía cạnh xã hội thế tục, tùy theo nền văn hóa địa phương mà đêm vọng Lễ Giáng sinh là dịp để mọi người trang trí nhà cửa, sum họp gia đình, ăn uống, vui chơi... và đặc biệt là tặng quà cho nhau. Ông già Noel đi tặng quà cho trẻ em là hình tượng tiêu biểu nhất trong đêm vọng Lễ Giáng sinh. Chính vì những hoạt động cao điểm diễn ra vào đêm 24 tháng 12 mà nhiều người nhầm tưởng đây là ngày Lễ Giáng sinh. Tuy nhiên thực tế, Lễ Giáng sinh là ngày 25 tháng 12.

## Truyền thống tôn giáo
Giáo hội Công giáo Rôma thường cử hành một lễ sau giờ Kinh Chiều của ngày 24 gọi là thánh lễ Vọng Giáng sinh. Và sau đó gần tới nửa đêm sẽ cử hành một thánh lễ khác long trọng hơn gọi là thánh lễ Đêm Giáng sinh, đây là thánh lễ thường được thu hút hơn vì bài Phúc Âm của thánh lễ này kể trực tiếp về sự kiện Giáng sinh. Thời điểm gần nửa đêm 24 rạng sáng 25 cũng là thời điểm thực sự để đón Giáng sinh. Tuy nhiên ngày 25/12 mới đúng là chính ngày của lễ Giáng sinh và các nhà thờ cũng sẽ thường cử hành thánh lễ Rạng Đông trước bình minh và thánh lễ Ban Ngày để mừng Đại lễ Giáng sinh.